# McLaren Driver Development Programme

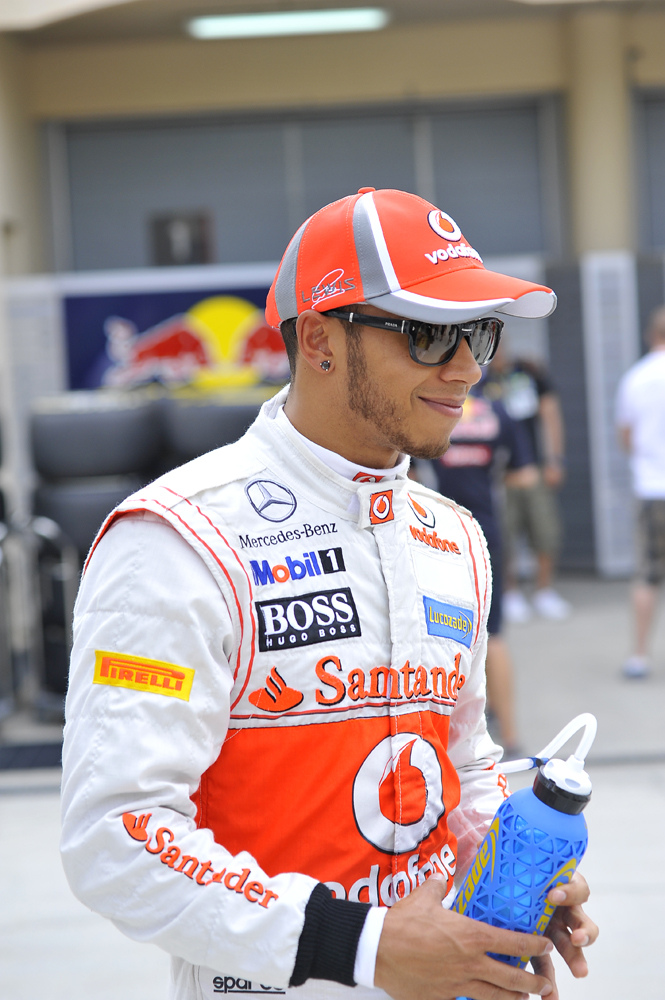
Lewis Hamilton, 2012.

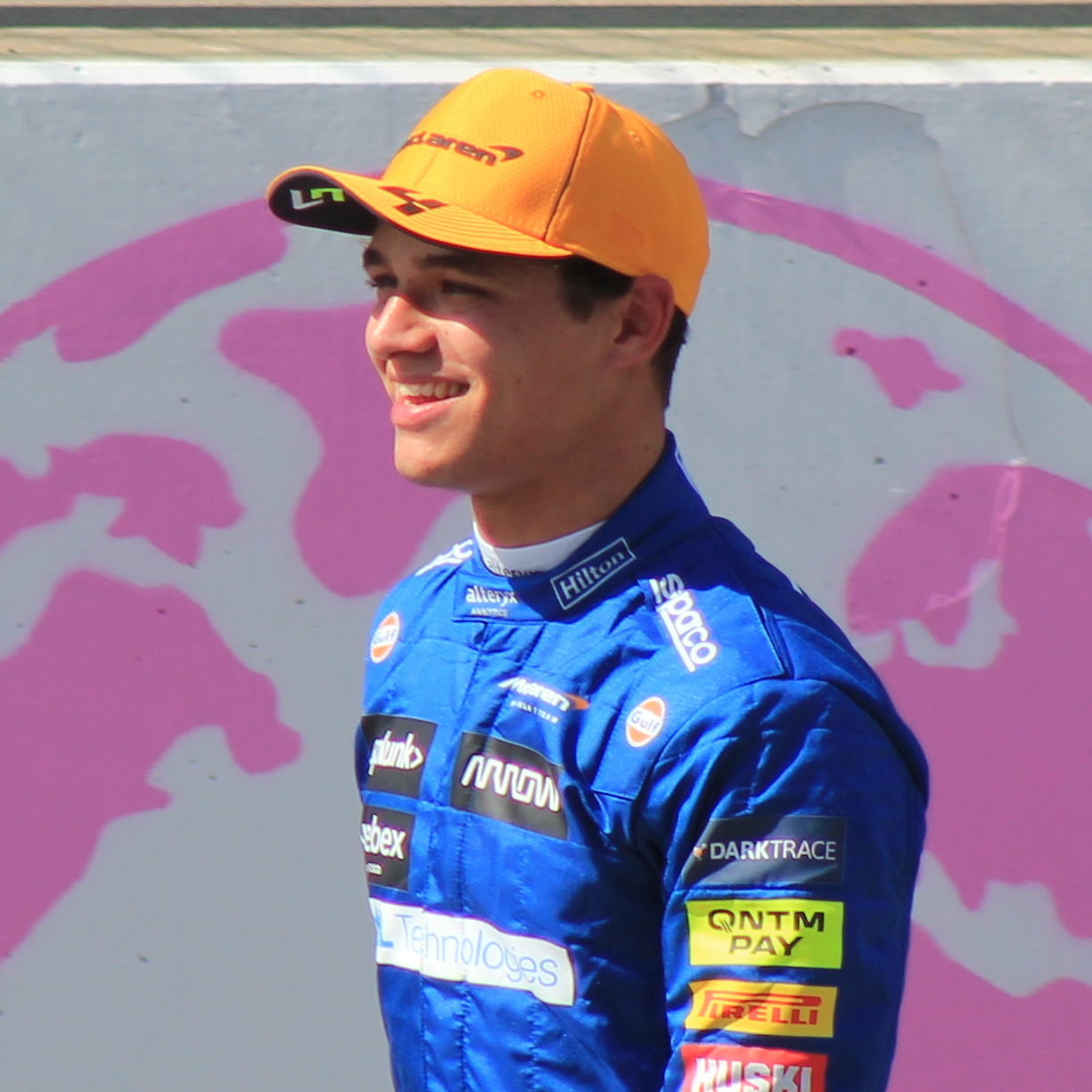
Lando Norris, 2021.

McLaren Driver Development Programme, kan även kallas McLaren Young Driver Programme, tidigare McLaren and Mercedes-Benz Young Driver Support Programme och McLaren-Honda Young Driver Programme, är ett utbildningsprogram i syfte att fostra unga racerförare för att ta förarplatser i Formel 1-stallet McLaren. Det ägs av det brittiska förvaltningsbolaget McLaren Group via Formel 1-stallet.
Utbildningsprogrammet grundades 1998.

## Racerförare
De racerförare som ingår alternativt har ingått i utbildningsprogrammet. De som kör alternativt har kört i Formel 1 har sina namn i fet stil.
| Namn                |                | Tidsperiod | Kör(de) i F1                                                              | Förartitlar (F1)                 |
| ------------------- | -------------- | ---------- | ------------------------------------------------------------------------- | -------------------------------- |
| Wesley Graves       | Storbritannien | 1998       |                                                                           |                                  |
| Lewis Hamilton      | Storbritannien | 1998–2006  | McLaren (2007–2012) Mercedes Grand Prix (2013–)                           | 7st (2008, 2014–2015, 2017–2020) |
| Congfu Cheng        | Kina           | 2003–2006  |                                                                           |                                  |
| Giedo van der Garde | Nederländerna  | 2006–2010  | Caterham F1 Team (2013)                                                   |                                  |
| Oliver Rowland      | Storbritannien | 2007–2010  |                                                                           |                                  |
| Alexander Albon     | Thailand       | 2010       | Scuderia Toro Rosso(2019) Red Bull Racing (2019–2020) Williams F1 (2022–) |                                  |
| Jack Harvey         | Storbritannien | 2010       |                                                                           |                                  |
| Petri Suvanto       | Finland        | 2010       |                                                                           |                                  |
| Oliver Turvey       | Storbritannien | 2010–2011  |                                                                           |                                  |
| Kevin Magnussen     | Danmark        | 2010–2013  | McLaren (2014–2015) Renault F1 (2016) Haas F1 Team (2017–2020, 2022–)     |                                  |
| Ben Barnicoat       | Storbritannien | 2010–2015  |                                                                           |                                  |
| Nyck de Vries       | Nederländerna  | 2010–2018  | Williams F1 (2022) Scuderia Alpha Tauri (2023)                            |                                  |
| Tom Blomqvist       | Storbritannien | 2012       |                                                                           |                                  |
| Stoffel Vandoorne   | Belgien        | 2013–2016  | McLaren (2016–2018)                                                       |                                  |
| Nobuharu Matsushita | Japan          | 2015–2017  |                                                                           |                                  |
| Lando Norris        | Storbritannien | 2017–2018  | McLaren (2019–)                                                           |                                  |
| Sérgio Sette Câmara | Brasilien      | 2019       |                                                                           |                                  |
| Ugo Ugochukwu       | USA            | 2021–      |                                                                           |                                  |
| Pato O'Ward         | Mexiko         | 2023–      |                                                                           |                                  |
| Álex Palou          | Spanien        | 2023–      |                                                                           |                                  |